# Neville Bonner
Neville Thomas Bonner (28 mars 1922 - Ukerebagh Island, (Australie), 5 février 1999), est un homme politique australien (1971-1983). Il est le premier Aborigène élu au Parlement fédéral australien. Il est sénateur libéral de 1971 à 1983.

## Biographie
Neville Bonner est né sur l'île d'Ukerbagh (en), sur le fleuve de Tweed en Nouvelle-Galles du Sud. Après des années de travail ambulant, il se présente sans succès en tant que candidat pour le Sénat en 1970. En 1971, il est nommé par le Parlement du Queensland pour remplacer la sénatrice libérale Annabelle Rankin, qui avait démissionné. À l'élection de 1972, il est réélu sénateur libéral pour le Queensland. Il a continué à représenter le Queensland jusqu'en 1983. À l'élection de 1983, il s'est présenté en tant que candidat indépendant mais n'a pas été réélu. Le gouvernement de Bob Hawke lui a alors trouvé un poste à la direction de l'Australian Broadcasting Corporation.
Il est nommé Australien de l'année en 1979, en même temps que Harry Butler (en).
Monarchiste, il représente le mouvement Australians for Constitutional Monarchy au sein de la convention constitutionnelle de 1998 portant sur la création d'une république australienne. Il meurt quelques mois avant l'organisation du référendum de 1999 sur l'abandon de la monarchie, proposition effectivement rejetée par les Australiens.